# Luigi Bertolini

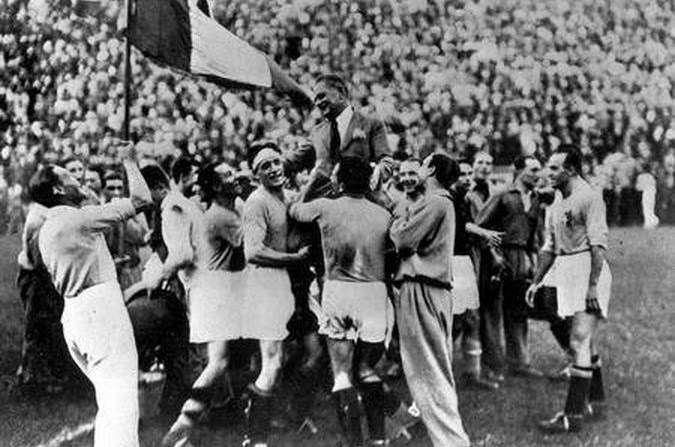
Jogadores italianos erguem o treinador Vittorio Pozzo após a final da Copa do Mundo FIFA de 1934. Bertolini é facilmente distinguível por sua bandana na cabeça.

Luigi Bertolini (Busalla, 13 de setembro de 1904 – Turim, 11 de fevereiro de 1977) foi um futebolista italiano. Venceu como titular a Copa do Mundo FIFA de 1934. Em uma época em que não as camisas não eram numeradas nem nomeadas, era facilmente reconhecível pela bandana que habitualmente usava na cabeça.

## Carreira
Bertolini começou a carreira no Savona, rumando depois ao Alessandria. Ainda como jogador deste clube, estreou pela seleção italiana, em 1929, em amistoso realizado em 1 de dezembro no estádio San Siro, em Milão. A Azzurra venceu Portugal por 6-1 na ocasião.[carece de fontes?]
Em 1931, Bertolini passou à Juventus. Na época, a equipe de Turim havia acabado de ganhar o título de 1930-31 no campeonato italiano. Ainda estava abaixo dos nove do Genoa e dos sete do Pro Vercelli. Dali até 1935, contudo, a Juve obteve outros quatro títulos seguidos na competição, acumulando um então recordista pentacampeonato consecutivo, superado somente pelo hexacampeonato do mesmo clube entre 2012 e 2017.[carece de fontes?] Seus jogadores naturalmente compuseram a base da seleção no período, e Bertolini foi um dos cinco bianconeri titulares na final da Copa do Mundo FIFA de 1934.
Na competição, foi uma das forças do meio-campo italiano, impondo-se com sua presença física. Ausentou-se somente no empate em 1-1 contra a Espanha. Bertolini defendeu a Juventus até 1937 e a Itália até 1935, quando esteve em empate em 2-2 com a Hungria em Milão,[carece de fontes?] totalizando 26 partidas pela seleção.

## Títulos
- Copa do Mundo FIFA: 1934
- Campeonato Italiano de Futebol: 1931-32, 1932-33, 1933-34 e 1934-35